# Diocesi di Thái Bình
La diocesi di Thái Bình (in latino Dioecesis de Thai Binh) è una sede della Chiesa cattolica in Vietnam suffraganea dell'arcidiocesi di Hanoi. Nel 2022 contava 136.293 battezzati su 3.155.887 abitanti. È retta dal vescovo Dominique Đặng Văn Cầu.

## Territorio
La diocesi comprende l'intera provincia di Thai Binh e la maggior parte di quella di Hung Yen nel nord del Vietnam.
Sede vescovile è la città di Thái Bình, dove si trova la cattedrale del Sacro Cuore di Gesù.
Il territorio si estende su 2.221 km² ed è suddiviso in 135 parrocchie.

## Storia
Il vicariato apostolico di Thái Binh fu eretto il 9 marzo 1936 con la bolla Praecipuas inter di papa Pio XI, ricavandone il territorio dal vicariato apostolico di Bùi Chu (oggi diocesi).
Il 24 novembre 1960 il vicariato apostolico è stato elevato a diocesi con la bolla Venerabilium Nostrorum di papa Giovanni XXIII.

## Cronotassi dei vescovi
Si omettono i periodi di sede vacante non superiori ai 2 anni o non storicamente accertati.
- Juan Casado Obispo, O.P. † (9 marzo 1936 - 19 gennaio 1941 deceduto)
- Santos Ubierna, O.P. † (24 febbraio 1942 - 15 aprile 1955 deceduto)
  - Sede vacante (1955-1960)[2]
- Dominique Marie Đinh Đức Trụ † (5 marzo 1960 - 7 giugno 1982 deceduto)
- Joseph Marie Đinh Bỉnh † (7 giugno 1982 succeduto - 14 marzo 1989 deceduto)
- François Xavier Nguyễn Văn Sang † (3 dicembre 1990 - 25 luglio 2009 ritirato)
- Pierre Nguyễn Văn Đệ, S.D.B. (25 luglio 2009 - 29 ottobre 2022 ritirato)
- Dominique Đặng Văn Cầu, dal 29 ottobre 2022

## Statistiche
La diocesi nel 2022 su una popolazione di 3.155.887 persone contava 136.293 battezzati, corrispondenti al 4,3% del totale.
| anno | popolazione | popolazione | popolazione | presbiteri | presbiteri | presbiteri | presbiteri                | diaconi | religiosi | religiosi | parrocchie |
| anno | battezzati  | totale      | %           | numero     | secolari   | regolari   | battezzati per presbitero | diaconi | uomini    | donne     | parrocchie |
| ---- | ----------- | ----------- | ----------- | ---------- | ---------- | ---------- | ------------------------- | ------- | --------- | --------- | ---------- |
| 1962 | 88.452      | 1.660.891   | 5,3         | 14         | 14         |            | 6.318                     |         |           | 26        | 14         |
| 1979 | 88.446      | 3.986.460   | 2,2         | 22         | 22         |            | 4.020                     |         |           |           | 64         |
| 1996 | 125.000     | 1.560.000   | 8,0         | 30         | 30         |            | 4.166                     |         |           | 26        | 64         |
| 2000 | 120.000     | 2.800.000   | 4,3         | 34         | 34         |            | 3.529                     |         |           | 48        | 64         |
| 2001 | 120.000     | 2.800.000   | 4,3         | 31         | 31         |            | 3.870                     |         |           | 48        | 64         |
| 2003 | 119.749     | 2.950.000   | 4,1         | 38         | 38         |            | 3.151                     |         |           | 71        | 64         |
| 2004 | 116.399     | 2.850.000   | 4,1         | 42         | 42         |            | 2.771                     |         |           | 79        | 64         |
| 2010 | 133.043     | 3.250.000   | 4,1         | 57         | 57         |            | 2.334                     |         | 3         | 130       | 102        |
| 2014 | 129.245     | 2.936.400   | 4,4         | 90         | 77         | 13         | 1.436                     |         | 44        | 155       | 102        |
| 2017 | 134.700     | 2.955.000   | 4,6         | 154        | 130        | 24         | 874                       |         | 42        | 187       | 119        |
| 2020 | 136.656     | 3.289.300   | 4,2         | 173        | 133        | 40         | 789                       |         | 40        | 242       | 121        |
| 2022 | 136.293     | 3.155.887   | 4,3         | 182        | 130        | 52         | 748                       |         | 52        | 358       | 135        |